# Carlos Uribe Cordovez
Carlos Uribe Cordovez (Fusagasugá, 15 de agosto de 1854-Bogotá, 6 de diciembre de 1931) fue un jurista, diplomático y político colombiano, quien se desempeñó, entre otros cargos, como Gobernador de Cundinamarca y Ministro de Relaciones Exteriores de Colombia.

## Biografía
Nació en Fusagasugá en agosto de 1854, en el seno de una importante familia de empresarios y políticos originaria de Antioquia. Estudió Derecho y obtuvo el título de Doctor en Jurisprudencia de la Universidad Nacional.
Tras graduarse, se especializó en Relaciones Internacional y fue designado Ministro Plenipotenciario (Embajador) de Colombia en Ecuador. De regreso en Colombia fue nombrado Gobernador de Cundinamarca por el presidente Miguel Antonio Caro en agosto de 1892, cargo que ocupó hasta 1894. También fue diputado a la Asamblea de Cundinamarca y Senador.
En 1920 fue designado Primer Secretario de la Embajada de Colombia en Estados Unidos, siendo Encargado de Negocios entre octubre de 1921 y mayo de 1922.
El 12 de enero de 1927, fue nombrado Ministro de Relaciones Exteriores en el Gabinete de Miguel Abadía Méndez. Durante su paso por el ministerio, que duró hasta abril de 1930, logró la expansión de las fronteras colombianas hasta el río Amazonas, poniendo fin a las disputas con los países vecinos. También hizo la contestación a la solicitud de la embajada estadounidense para revocar la Concesión Barco y permitió el establecimiento de japoneses en el sur de Colombia.
Falleció en Bogotá en diciembre de 1931.

### Familia
Su padre fue el comerciante antioqueño Francisco Uribe González y su madre fue la caucana Elena Cordovez Moure, prima hermana del historiador y político José María Cordovez Moure.
Era bisnieto de Francisco Uribe Martínez y de Josefa Echeverri, de quien también fue bisnieto el Gobernador de Sonsón Marcelino Uribe Botero, padre del senador Marcelino Uribe Arango. Por esta rama también es familiar de Carlos Uribe Echeverri.
Se casó con Ana de Brigard y Nieto, quien formaba parte de la Familia de Brigard, que incluía al diplomático Camilo de Brigard Silva y al político e intelectual Francisco Pizano de Brigard.